# Ballet Shoes
Ballet Shoes är en brittisk TV-film från 2007 i regi av Sandra Goldbacher, med Emilia Fox, Victoria Wood, Emma Watson och Yasmin Paige i rollerna.

## Handling
Filmen handlar om tre föräldralösa systrar som upptäcker en dansskola. Emma Watson gör rollen som den äldsta systern.
De tre systrarna har dock olika intressen. Posy Fossil (Lucy Boynton) är en väldigt duktig balettdansös och det var hennes mamma också. Pauline Fossil (Emma Watson) är intresserad av skådespel och hon känner sig nästan tvingad att bli skådespelerska eftersom familjen behöver pengar. Petrova Fossil (Yasmin Paige) vill mest av allt bli pilot. 

## Rollista
| Emilia Fox        | – Sylvia Brown        |
| Victoria Wood     | – Nana                |
| Emma Watson       | – Pauline Fossil      |
| Yasmin Paige      | – Petrova Fossil      |
| Lucy Boynton      | – Posy Fossil         |
| Richard Griffiths | – Great Uncle Matthew |
| Marc Warren       | – Mr. Simpson         |
| Lucy Cohu         | – Theo Dane           |
| Gemma Jones       | – Dr. Jakes           |
| Harriet Walter    | – Dr. Smith           |
| Eileen Atkins     | – Madame Fidolia      |
| Heather Nicol     | – Winifred Bagnall    |
| Mary Stockley     | – Miss Jay            |
| Teresa Churcher   | – Clara               |
| Skye Bennett      | – Young Sylvia        |